# Erik Hartvall
Knut Erik "Pekka" Hartvall (Hèlsinki, 18 de febrer de 1875 - Sipoo, Uusimaa de l'Est, 18 de febrer de 1939) va ser un regatista finlandès que va competir a començaments del segle xx.
El 1912 va prendre part en els Jocs Olímpics d'Estocolm, on va guanyar la medalla de bronze en la categoria de 12 metres del programa de vela a bord del Heatherbell.